# Fiat Barchetta
Fiat Barchetta (type 183) var en roadster hhv. cabriolet bygget mellem januar 1995 og juni 2005. "Barchetta" er italiensk og betyder "lille båd". Den åbne, todørs og topersoners bil med PVC-kaleche, som var baseret på platformen fra første generation af Fiat Punto, kan betegnes som et svar på Mazda MX-5.

## Design
Bilen var designet af Andreas Zapatinas, som også havde designet andre cabrioleter (som f.eks. BMW Z8). Barchetta blev til størstedelen håndbygget hos karrosseribyggeren Maggiora i Chivasso. Efter Maggioras konkurs flyttede Fiat produktionen til fabrikken i Mirafiori.
Karakteristisk for karrosseriet var de rammeløse sideruder, de i dørene integrerede dørhåndtag samt en under en afdækning fuldstændigt nedfældelig kaleche. Sidstnævnte betjentes som udgangspunkt manuelt og var udstyret med en kunststofbagrude. Bagagerummet kunne med et volume på 165 liter rumme tre ølkasser; når kalechen var lukket, kunne kalecherummet benyttes som ekstra opbevaringsrum. En hardtop med el-bagrude kunne leveres som ekstraudstyr. Cockpittet med de karakteristiske, runde instrumenter fulgte Fiats sportsvognstradition. Fiat Barchetta var en af de første, serieproducerede biler med forlygter i klart glas.
- Bagfra
- Cockpit
- Tyrol 2014

## Motor
Den firecylindrede sugebenzinmotor på 1,8 liter, som var eneste motormulighed, ydede 96 kW (130 hk).
Motoren kom fra den af Alfa Romeo udviklede, "modulære" serie af Fiat-motorer og blev i lignende form benyttet i talrige andre Fiat-modeller samt i Lancia Lybra. Den var konstruktivt set beslægtet med Alfa Romeo's "Twin Spark"-motorer.
I løbet af Barchettas levetid blev der benyttet forskellige varianter af denne motor, som adskilte sig i konstruktive detaljer og opfyldt forskellige euronormer.
Fra produktionens begyndelse og frem til 1998 blev der benyttet en motorvariant med en indsugningsmanifold af aluminium og med luftmassemåleren monteret direkte på luftfilteret. Fra maj 1998 blev denne motor afløst af en version med indsugningsmanifold af kunststof med variabel længde og med luftmassemåleren monteret direkte på indsugningsmanifolden. Disse motorer har skrifttrækket VIS (Variable Intake System) på ventildækslet.
I sommeren 2000 introduceredes en motorversion med elektronisk styret gasspjæld for at kunne opfylde Euro3-normen. De forskellige motorversioner har samme effekt.
Fælles for alle motorversioner var en justeringsmekanisme til indsugningsknastakslen (af Fiat kaldet fasevariator), som kunne kombinere et optimalt drejningsmomentforløb ved lave omdrejningstal med optimal effekt ved høje omdrejningstal. Betjeningen af denne mekanisme foregik afhængigt af omdrejningstal og belastning hydraulisk gennem motorolien, mens tilbageføring til udgangspositionen fandt sted ved hjælp af en skruefjeder. Denne fjeder er årsag til talrige defekter på denne justeringsmekanisme, hvorved knastakslen bliver i positionen for høje omdrejningstal. Denne defekts tilstedeværelse kan mærkes ved en meget hård, dieselagtig motorgang i tomgang og ved lave omdrejningstal, hvilket i Barchetta-kredse har givet fasevariatoren øgenavnet "dieseldel".

## Facelift
Fiat Barchetta blev lavet i talrige, delvist begrænsede specialudgaver (1998: Limited Edition, 1999: Limited Edition LE99, 2000: Lido/Riviera/Amalfi, 2001: Naxos/Milano, 2004: Adria), som adskilte sig fra hinanden gennem speciel indfarvning (karrosseri, kabineudstyr og kaleche), lædersæder og andet udstyr.
Ind imellem fik modellen nødvendige tilpasninger, som f.eks. en monteret tredje bremselygte fra maj 2000 eller ændringer på motoren på grund af forskellige (nye) miljøkrav.
I midten af 2003 blev fronten og bagenden på Barchetta modificeret. Teknikken og motoren forblev derimod næsten uændret i hele produktionstiden.

## Indstilling af produktionen
Produktionen af Fiat Barchetta, som blev valgt til Årets cabriolet i 1995, blev afsluttet i juni 2005 efter en produktionsperiode på 10 år. Der blev fremstillet i alt 57.521 biler.